# Piste de Bélizon
La piste de Bélizon est une voie construite dans les années 1950 dans l'Est de la Guyane, entre Montagnes Tortues et Saül.
En 1952, elle est ouverte par le Bureau des Mines de Guyane à des fins d'exploitation minière aurifère. La portion entre Bélizon et Saül est abandonnée dès les années 1960 mais reste parcourue à pied. Des convois mécanisés retracent la voie irrégulièrement comme en 2018 ou en 2024.